# 후지하라정
후지하라정(藤原町)은 도치기현 북부 1935년부터 2005년까지 70년간 설치되었던 정이다. 1889년 정촌제 시행 때부터 46년간은 후지와라 촌으로서 설치되어 있었다. 2006년 3월 20일 주변 자치 단체와 합병하여 신설된 닛코시의 일부가 되었다. 새로운 닛코시의 옛 후지와라 정역은 기누가와 지구라고도 불린다.

## 역사
- 1889년 4월 1일 - 정촌제 시행으로 후지하라촌이 성립하였다.
- 1935년 5월 5일 - 후지하라촌이 정으로 승격해 후지하라정이 되었다.
- 1955년 5월 5일 - 미요리촌과 합병해 후지하라정 (2대)가 되었다.
- 2006년 3월 20일 - 이마이치시, (구) 닛코시, 아시오정, 구리야마촌과 신설 합병해 현재의 닛코시가 되었다.

## 행정
- 정장 : 야기자와 아키오 (八木澤昭雄) (1988년부터)

## 교통

### 도로
- 국도 제121호선
- 국도 제352호선
- 국도 제400호선

### 철도
- 도부 철도
  - 기누가와 선:
- 야간 철도
  - 아이즈키누가와 선: